# Résolution 68 du Conseil de sécurité des Nations unies
Membres permanents
- Chine
- États-Unis
- France
- Royaume-Uni
- URSS

Membres non permanents
- Argentine
- Canada
- Cuba
- Égypte
- Norvège
- RSS d'Ukraine

Résolution no 67 Résolution no 69
La résolution 68 du Conseil de sécurité des Nations unies  est une résolution du Conseil de sécurité des Nations unies adoptée le 10 février 1949.
Cette résolution, la deuxième de l'année 1949, relative à la réglementation et à la réduction des armements, décide de transmettre à la commission des armements de type classique la résolution 192 (III) de l'Assemblée générale, en date du 19 novembre 1948.
La résolution a été adoptée par 9 voix pour.
La république socialiste soviétique d'Ukraine et l'Union des républiques socialistes soviétiques se sont abstenues.

## Texte
- Résolution 68 sur fr.wikisource.org
- Résolution 68 sur en.wikisource.org